# Буксах
Буксах (нем. Buxach) — река в Германии, протекает по земле Бавария, её речной индекс — 11472. Длина реки 16,71 км, а площадь водосборного бассейна — 33,95 км².

## Течение
Исток расположен на высоте 700 метров над уровнем моря к юго-востоку от Кронбурга. Буксах течёт на северо-запад через одноимённый район Меммингена и впадает в Иллер с правой стороны у Буксхайма, высота его устья — 573 метра над уровнем моря.
В нижнем течении Буксаха образовано небольшое водохранилище Буксхаймер-Вайер, ранее служившее для разведения рыб, а сейчас имеющее лишь туристическое значение.